# Mumtaz Begum (Bürgermeisterin)
Mumtaz Begum (Panjabi ਮੁਮਤਾਜ਼ ਬੇਗਮ (ਮੇਅਰ), Tamil மும்தாஜ் பேகம் (பெங்களூர்); geb. 1956) ist eine ehemalige Bürgermeisterin von Bangalore, Indien. Sie war die erste muslimische Bürgermeisterin, die vierte Frau als Bürgermeisterin und insgesamt die 43. Bürgermeisterin von Bangalore. Sie wurde am 30. November 2005 gewählt. Davor war sie dreimal Verantwortliche für die Bruhat Bengaluru Mahanagara Palike (Verwaltung von Stadt und Umland von Bangalore, BBMP). Sie vertrat den Bezirk Shivajinagar. Als Mitglied der Indian National Congress Party wurde sie 1984 zur stellvertretenden Bürgermeisterin der Bangalore City Corporation gewählt, wo sie als Kandidatin der Janata Party antrat.

## Ämter
Mumtaz Begum war Mitglied der Janatha Party als sie 1984 erstmals als Corporator gewählt wurde und dann als Stellvertretendes Bürgermeisterin (Deputy Mayor). 1988 wechselte sie zur Indian National Congress Party und wurde 1990 erneut als Corporator gewählt. In der Folge hatte sie verschiedene Posten zusätzlich: Generalsekretärin des Ladies Wing, Karnataka Pradesh Congress Committee (1991–1995), Präsidentin des Block Congress Committee, Shivajinagar, Bangalore (1993–1997), Generalsekretärin des Bangalore City District Congress Committee (1995–1997), Generalsekretärin des Karnataka Pradesh Congress Committee (1997–2002), Vorsitzende des Standing Committee on Appeals. (2001), Mitglied des Standing Committee on Education and Social Justice (2003), Mitglied des Executive Committee, Karnataka Pradesh Congress Committee (2002–2005).
2005–2006 war sie schließlich Bürgermeisterin (Mayor) von Bangalore Mahanagara Palike (BMP).
Dreimal wurde sie als Corporator der Bangalore Mahanagara Palike gewählt. Sie war Kandidatin des Shivajinagar Ward.

## World Mayor Nominee
Mumtaz Begum wurde 2006 in die Liste der Finalisten für die Auszeichnung als World Mayor aufgenommen. Die Auszeichnung wird alle zwei Jahre von der City Mayors Foundation, London, vergeben.
| Vorgänger     | Amt                                     | Nachfolger  |
| ------------- | --------------------------------------- | ----------- |
| Narayanaswamy | Bürgermeisterin von Bangalore 2005–2006 | S K Nataraj |